# Countryside Life
Countryside Life, também chamado Jeon Won Diary (전원일기), é o primeiro mini-álbum do girl group sul-coreano T-ara N4, uma subunidade do T-ara. Foi lançado em 29 de abril de 2013, com a canção homônima como faixa principal.

## Antecedentes e composição
No final de março de 2013, a agência do T-ara, Core Contents Media, estava formando uma nova unidade do grupo com as integrantes Eunjung, Areum, Jiyeon e Hyomin. O grupo já havia tentado subunidades com as promoções de seu sexto single japonês "Bunny Style!", que os B-sides foram cantados por unidades de dois e três integrantes; entretanto, esta é a sua primeira vez fazendo atividades da unidade formais.
A faixa-título, "Jeon Won Diary" (전원일기 Jeon-won Ilgi), foi inspirada no drama sul-coreano de mesmo nome da década de 1980. Produzida por Duble Sidekick, a canção é descrita como um dance music "badalado e intenso" combinado com elementos de hip-hop, com o motivo principal do "Jeon Won Diary" de romper com a mesma rotina diária. Outra versão da canção, com harmonias e instrumentos tradicionais, foi arranjada por Hwang Ho-jun.

## Promoção e lançamento
T-ara N4 lançou diversas imagens e vídeos teasers de 10 de abril à 26 de abril de 2013, começando com uma foto de Jiyeon. O primeiro vídeo teaser de "Jeon Won Diary" foi lançado no YouTube, GomTV e outros sites de compartilhamento de vídeo em 15 de abril de 2013.

## Lista de faixas
| N.º            | Título                                                                     | Letras         | Música                       | Duração |  |
| 1.             | "전원일기 (田園日記)" ("Jeon Won Diary" (feat. Duble Sidekick, Taewoon))   | Duble Sidekick | Duble Sidekick, Hwang Ho-jun | 3:50    |  |
| 2.             | "Can We Love" (feat. Duble Sidekick)                                       | Duble Sidekick | Duble Sidekick               | 3:51    |  |
| 3.             | "전원일기 (Eletrônica)" ("Jeon Won Diary" (feat. Duble Sidekick, Taewoon)) | Duble Sidekick | Duble Sidekick               | 3:50    |  |
| 4.             | "전원일기 (versão MR)"                                                     |                | Duble Sidekick               | 3:50    |  |
| 5.             | "Can We Love (Instrumental)"                                               |                | Duble Sidekick               | 3:51    |  |
| Duração total: | Duração total:                                                             | Duração total: | Duração total:               | 19:14   |  |

## Histórico de lançamento
| País          | Data                | Formato              | Gravadora           |
| ------------- | ------------------- | -------------------- | ------------------- |
| Coreia do Sul | 29 de abril de 2013 | CD, download digital | Core Contents Media |

## Créditos
- Park Hyomin – vocais, rap
- Ham Eunjung – vocais
- Park Jiyeon – vocais
- Lee Areum – vocais
- Duble Sidekick – produção, composição, arranjo, música
- Hwang Ho-jun - música